# Lušnjak
Lušnjak je nenaseljeni otočić uz zapadnu obalu otoka Molata. Od obale Molata je udaljen oko 230 metara.
Površina otoka je 8.156	m2, duljina obalne crte 363 m, a visina oko 5 metara.